# Коваленко, Александр Александрович (гребец)
Алекса́ндр Алекса́ндрович Ковале́нко (26 апреля 1986, Динская) — российский гребец-каноист, выступает за сборную России с 2013 года. Чемпион Европы, серебряный призёр чемпионата мира, многократный победитель национальных и молодёжных регат. На соревнованиях представляет Краснодарский край. Заслуженный мастер спорта России.

## Биография
Александр Коваленко родился 26 апреля 1986 года в станице Динская, Краснодарский край. Активно заниматься греблей начал в раннем детстве, проходил подготовку под руководством тренера А. И. Шершнева.
На взрослом международном уровне впервые заявил о себе в сезоне 2013 года, когда попал в основной состав российской национальной сборной и побывал на чемпионате Европы в португальском городе Монтемор-у-Велью, откуда привёз медаль золотого достоинства, выигранную совместно с Николаем Липкиным на дистанции 200 метров. В той же дисциплине они с Липкиным боролись за победу на чемпионате мира в немецком Дуйсбурге, однако в финальном решающем заезде финишировали вторыми, уступив лидерство экипажу из Германии. Также Коваленко принимал участие в летней Универсиаде в Казани и выиграл ещё одну золотую медаль, на сей раз с четырёхместным экипажем на двухсотметровой дистанции. За эти выдающиеся достижения по итогам сезона признан мастером спорта международного класса.
В 2014 году продолжает завоёвывать медали, так, получил бронзу на Кубке России в Краснодаре, заняв третье место в программе каноэ-двоек на дистанции 500 метров, при этом его новым партнёром был Андрей Крайтор.